# Султанбеково (Дюртюлинский район)
Султанбеково (баш. Солтанбәк) — деревня в Дюртюлинском районе Республики Башкортостан Российской Федерации. Входит в состав Таймурзинского сельсовета.

## География

### Географическое положение
Расстояние до:
- районного центра (Дюртюли): 8 км,
- центра сельсовета (Таймурзино): 6 км,
- ближайшей ж/д станции (Уфа): 109 км.

## История
В «Списке населенных мест по сведениям 1870 года», изданном в 1877 году, населённый пункт упомянут как деревня Новая Султанбекова 4-го стана Бирского уезда Уфимской губернии. Располагалась при речке Зикам-язе, по левую сторону почтового тракта из Бирска в Мензелинск, в 47 верстах от уездного города Бирска и в 8 верстах от становой квартиры в деревне Дюртюли. В деревне, в 37 дворах жили 181 человек (91 мужчина и 90 женщин, мещеряки), была мечеть. Жители занимались земледелием, скотоводством, пчеловодством.

## Население
| 2002 | 2009 | 2010 |
| ---- | ---- | ---- |
| 172  | ↘159 | ↗182 |

Согласно переписи 2002 года, преобладающие национальности — башкиры (63 %), татары (35 %).